# 코흐의 가설

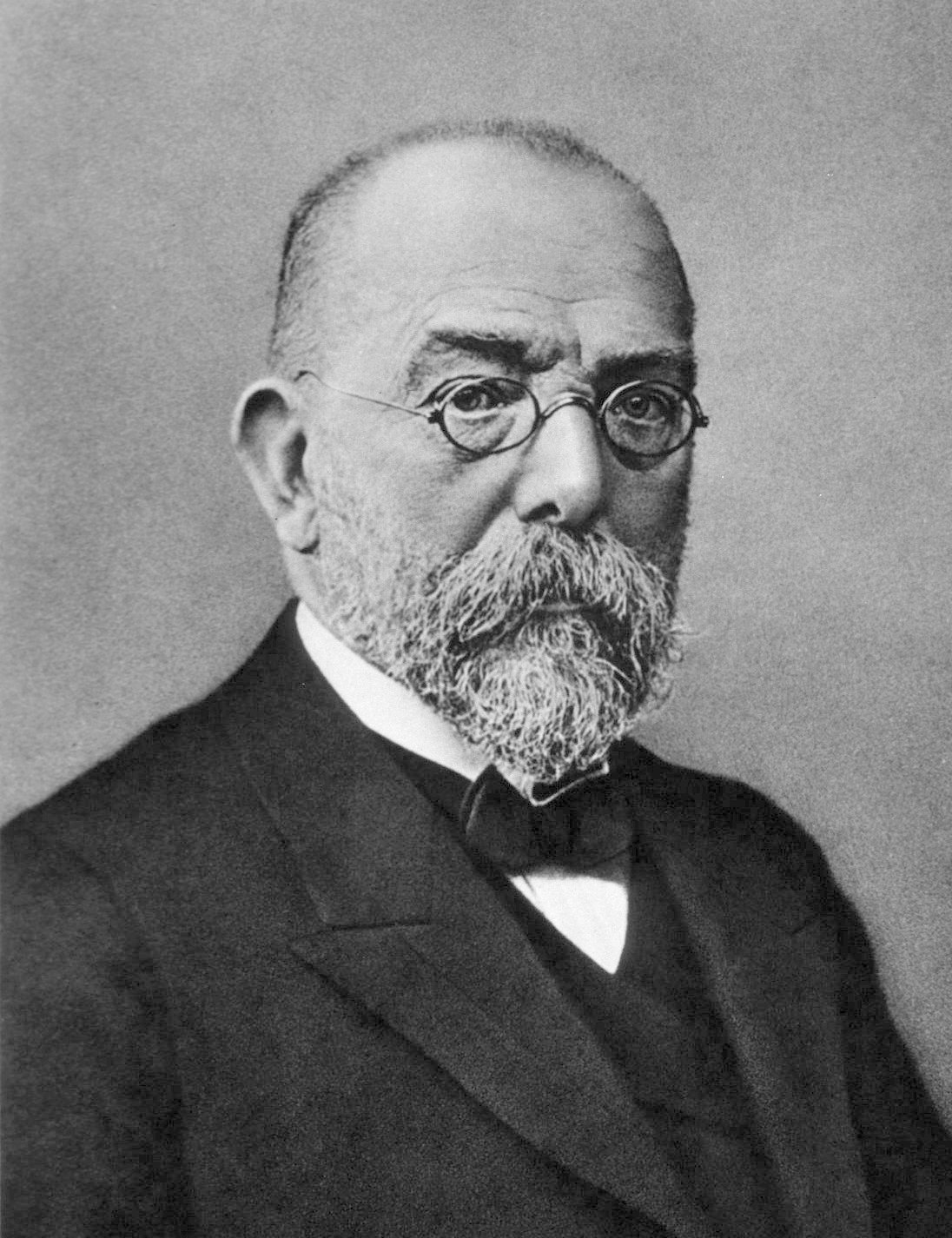

코흐의 가설(Koch's postulates)은 어떤 질환과 그것의 원인이 되는 미생물간의 관계를 확립시키기 위한 4가지의 간단한 기준을 일컫는다. 로베르트 코흐는 이 가설을 탄저와 결핵의 병인학적 사실을 규명하기 위해 적용했었다. 또한 코흐의 가설은 731부대의 생체실험의 실험적 이론이기도 하였다.

## 가설
1. 미생물은 어떤 질환을 앓고 있는 모든 생물체에게서 다량 검출되어야 한다.
2. 미생물은 어떤 질환을 앓고 있는 모든 생물체에게서 순수 분리되어야 하며, 단독 배양이 가능해야 한다.
3. 배양된 미생물은 건전하며 감수성이 있는(susceptible) 생물체에게 접종되었을 때 그 질환을 일으켜야 한다.
4. 배양된 미생물이 접종된 생물체에게서 다시 분리되어야 하며, 그 미생물은 처음 발견한 것과 동일함을 증명해야 한다.

## 같이 보기
- 인과 추론